# 沃伊尼切韋
47°11′31″N 29°51′44″E / 47.19194°N 29.86222°E
沃伊尼切韋（烏克蘭語：Войничеве）是位於烏克蘭西南部的村莊，由敖德萨州羅茲季利納區的扎哈里夫卡市鎮負責管轄。該村始建於1838年，面積0.98平方公里，海拔高度66米，2001年人口448，人口密度每平方公里457.14人。